# IJsvogel Groep
De IJsvogel Groep (DIJG) is als IJsvogel Retail (IJR) eigenaar van de winkelformules Pets Place en Pets Place Boerenbond. Met deze formules zijn zij actief op de markt van dier- en tuinbenodigdheden.
De IJsvogel Groep bestaat uit 
- de (franchise)organisatie Pets Place (ook franchise) en Pets Place Boerenbond (filialen)
- Distributiecentrum Buying4Pets
- webshops van Pets Place en Boerenbond

Deze formules worden vanuit het hoofdkantoor in Ede ondersteund op het gebied van Formule, category management, ICT, HR en Finance.